# Магданлы (этрап)
Магданлы (туркм. Magdanly etraby) — этрап, существовавший до 25 ноября 2017 года в Лебапском велаяте Туркмении. Административный центр — город Магданлы.

## История
Этрап был образован 14 декабря 1992 года на территории бывшей Чарджоуской области.
До 8 сентября 2002 года носил названия Говурдак (Гаурдак).
25 ноября 2017 года Парламентом Туркмении этрап Магданлы был упразднен, а его территории вместе со всеми его генгешликами  вошли в состав Кёйтендагского этрапа.

## Описание
Этрап был расположен на юго-востоке Туркмении, в предгорьях Памира около реки Амударья. Помимо города Магданлы в его состав входили генгешлики Чярджев и Йурекдепе.